# Karussell (Musiktheorie)
Karussell bezeichnet in der Musiktheorie eine Sequenz, in deren Bass ein aufsteigender Tetrachord jeweils eine Terz abwärts versetzt wird:
Grundlage dieses Satzmodells ist eine Kette aus Synkopendissonanzen (Septime–Sexte bzw. Sekunde–Terz), die von der Unterstimme kontrapunktiert wird. Dies führt zu der Folge von Generalbass-Signaturen, die das Notenbeispiel zeigt. Gängig wurde das Modell im späten 17. Jahrhundert. So finden sich manche Beispiele in den Triosonaten von Arcangelo Corelli.
Der Terminus „Karussell“ stammt vom Freiburger Musiktheoretiker Ludwig Holtmeier und lässt sich vor allem in jüngeren Veröffentlichungen von Lehrenden der Hochschule für Musik Freiburg und der Schola Cantorum Basiliensis nachweisen. Er wird in Publikationen aus diesem Personenkreis als „in der aktuellen Forschung eingebürgert“ bezeichnet.
Ulrich Kaiser nennt das Modell hingegen „Parallelismus-Sequenzmodell mit 3-8-6-5-Zusatzstimme“, womit er die strukturelle Verwandtschaft mit dem Parallelismus hervorhebt.
Die beiden mittleren Töne der Tetrachorde im Bass können mittels Vorzeichen jeweils als 6. und 7. Stufe einer Dur- oder Mollskala (immer abwechselnd) dargestellt werden. Holtmeier betont, dass nur diese „modulierende Form“ mit einer vierten Stimme funktioniere, während das „diatonische Karussell“ (das erste Beispiel auf dieser Seite) „seiner Natur nach dreistimmig“ sei:

## Weitere Varianten
Johannes Menke bezeichnet auch diese Sequenz als eine Variante des Karussells:
Holtmeier weist darauf hin, dass es sich hierbei um einen „synkopierten Ausschnitt aus der Oktavregel“ handelt. Über dem jeweils 6. und 1. Skalenton erklingen Synkopendissonanzen anstelle der Sexte bzw. der Terz, die die Oktavregel dort als Normalität vermittelt.